# Falsanoplistes
Falsanoplistes är ett släkte av skalbaggar. Falsanoplistes ingår i familjen långhorningar.
Kladogram enligt Catalogue of Life:
| Falsanoplistes | \| \| Falsanoplistes borneensis \| \| \| \| \| \| Falsanoplistes guerryi \| \| \| \| |
|                | \| \| Falsanoplistes borneensis \| \| \| \| \| \| Falsanoplistes guerryi \| \| \| \| |
|                | Falsanoplistes borneensis                                                            |
|                |                                                                                      |
|                | Falsanoplistes guerryi                                                               |
|                |                                                                                      |